# Der Überlebende
Der Überlebende (Originaltitel: The Survivor) ist die sechste Episode der ersten Staffel der Science-Fiction-Zeichentrickserie Die Enterprise. Sie wurde in englischer Sprache erstmals am 13. Oktober 1973 bei NBC ausgestrahlt. In Deutschland war sie zum ersten Mal unter dem Titel Geliebter Spion am 5. Oktober 1976 in einer stark geschnittenen und inhaltlich veränderten synchronisierten Fassung im ZDF zu sehen. Eine ungekürzte, originalgetreue Synchronfassung erschien erstmals 1994 auf VHS. Die erste Fernsehausstrahlung dieser Fassung erfolgte am 15. September 2016 auf Tele 5.

## Handlung
Im Jahr 2269 bei Sternzeit 5143.3 patrouilliert die Enterprise in der Nähe der Romulanischen Neutralen Zone und kommt dabei einem Ein-Mann-Schiff zu Hilfe, das in einen Meteoritenschwarm geraten ist. Der Pilot wird an Bord gebeamt und die Besatzung stellt fest, dass es sich um den berühmten Kaufmann Carter Winston handelt, der seit über fünf Jahren vermisst wird. Der erste Offizier Spock teilt Winston mit, dass dessen Verlobte Anne Nored als Sicherheitsoffizierin auf der Enterprise dient. Zunächst muss sich Carter jedoch einer medizinischen Untersuchung unterziehen. Schiffsarzt McCoy misst bei ihm ungewöhnliche Werte, glaubt jedoch an einen Fehler seiner Instrumente. Nun kommt es zum Wiedersehen zwischen Winston und Nored. Carter erzählt ihr, er sei mit seinem Raumschiff auf dem Planeten Vendor abgestürzt. Einer der Einheimischen habe ihn gesund gepflegt, doch das habe ihn stark verändert, weshalb er die Beziehung zu ihr nicht fortsetzen könne.
Winston sucht anschließend Captain Kirk in dessen Quartier auf und offenbart dort seine wahre Natur. Tatsächlich ist er ein Vendorianer, ein krakenartiges Wesen mit langen Tentakeln, das nur die Gestalt von Winston angenommen hat. Er schlägt Kirk bewusstlos und nimmt nun dessen Aussehen an. In dieser Gestalt begibt er sich auf die Brücke und befiehlt der verwunderten Besatzung, direkten Kurs auf Rator III zu setzen. Dafür müsste die Enterprise die Neutrale Zone durchqueren, was eine Verletzung des Vertrages mit den Romulanern darstellen würde. „Kirk“ beharrt auf seinem Befehl und behauptet, Winston habe ihm mitgeteilt, auf Rator III seien Menschen in Gefahr.
Als der Vendorianer die Brücke wieder verlässt und der echte Kirk einige Zeit später erscheint, ist er verwundert über den neuen Kurs und lässt sofort einen Kurs aus der Neutralen Zone heraus setzen. Da er sich an seinen vermeintlichen früheren Befehl nicht erinnern kann, begibt er sich auf die Krankenstation. Dort hat der Vendorianer inzwischen McCoy außer Gefecht gesetzt und dessen Platz eingenommen. „McCoy“ will den Captain auf einen späteren Zeitpunkt vertrösten. Auf die Nachfrage, ob Winstons Testergebnisse fehlerhaft sein könnten, meint er, diese Möglichkeit bestünde immer. Als Kirk sich daraufhin mit Spock auf dem Gang unterhält, kommt diese Antwort beiden merkwürdig vor, da McCoy sonst nie einen Fehler einräumen würde. Sie betreten erneut die Krankenstation und finden den gerade wieder erwachten echten McCoy vor. Von seinen Doppelgänger fehlt jede Spur. Da erblickt Kirk ein zusätzliches Bett und droht damit, Säure darauf auszuschütten. Das Wesen verwandelt sich wieder in seine wahre Gestalt und ergreift die Flucht. Spock löst Alarm aus. In Gestalt von Winston trifft das Wesen auf Nored, die es mit einem Phaser bedroht, letztlich aber nicht schießen kann, als es erneut flieht.
Plötzlich wird die Enterprise von zwei romulanischen Kriegsschiffen abgefangen. Der romulanische Kommandant verlangt aufgrund des vertragswidrigen Durchquerens der Neutralen Zone die Übergabe des Schiffs. Kirk vermutet, dass das verunglückte Schiff nur eine Falle war, um den vendorianischen Agenten an Bord zu bekommen. Er wirft den Romulanern daher vor, selbst Vertragsbruch begangen zu haben. Währenddessen erwischt Chefingenieur Scott im Maschinenraum einen seiner Leute bei der Sabotage. Es ist der Vendorianer, der schließlich flieht, aber bereits erheblichen Schaden verursacht hat, denn die Schutzschilde des Schiffs sind nun funktionsunfähig.
Erneut trifft er in Gestalt von Winston auf Nored. Er erklärt ihr, dass der echte Winston sie sehr geliebt habe. Der Vendorianer habe Winston ein Jahr lang gepflegt, bevor dieser schließlich starb. Er habe dabei viel von Winstons Persönlichkeit übernommen, auch die Liebe zu Nored, doch er zweifelt, dass sie ihn in seiner wahren Gestalt lieben könne. Als Kirk eintrifft und den Vendorianer überwältigen will, wird die Enterprise von den Romulanern beschossen, wodurch dem Wesen wieder die Flucht gelingt.
Als Kirk auf der Brücke eintrifft, funktionieren die Schutzschilde überraschenderweise wieder. Das gibt ihm die Gelegenheit, die romulanischen Schiffe zu beschießen und kampfunfähig zu machen. Der verwunderte Scott meint, er habe die Reparaturen noch gar nicht abgeschlossen. Kirk und Spock vermuten, dass der Vendorianer sich vielleicht in ein Schutzschild verwandelt haben könnte. Dieser erscheint nun auf der Brücke und bestätigt diese Vermutung. Er erklärt, er sei auf seinem Planeten ein Ausgestoßener gewesen und die Romulaner hätten ihm die Möglichkeit geboten, bedeutende Dinge zu tun. Jetzt bedauert er es jedoch, die Enterprise in Gefahr gebracht zu haben und ist bereit, sich dafür zu verantworten. Kirk verspricht, dass seine Rettungsaktion vor Gericht berücksichtigt wird und gewährt Anne Nored die Bitte, als Aufseherin des Vendorianers zu fungieren.

## Besonderheiten

### Verbindungen zu anderen Star-Trek-Produktionen
In dieser Folge wird zum ersten und einzigen Mal in Star Trek erwähnt, dass McCoy eine Tochter namens Joanna hat (in der deutschen Synchronfassung wird ihr Name nicht genannt). D. C. Fontana wollte Joanna bereits in der Raumschiff-Enterprise-Folge Die Reise nach Eden auftreten lassen; durch Umarbeitungen ihres damaligen Ko-Autors Arthur Heinemann wurde aus Joanna aber eine gänzlich andere Figur.
Einige Elemente aus dieser Folge wurden in späteren Star-Trek-Produktionen wieder aufgegriffen:
- Mit M’Ress ist erstmals eine Angehörige der katzenartigen Spezies der Caitianer zu sehen. Weitere Caitianer sind als Statisten in den Spielfilmen Star Trek IV: Zurück in die Gegenwart von 1986 und in Star Trek Into Darkness von 2013 zu sehen. In der 2020 gestarteten animierten Serie Star Trek: Lower Decks ist eine der Hauptfiguren, Dr. T’Ana, Caitianerin.
- Die Spezies der Vendorianer wurde in zwei Folgen von Star Trek: Lower Decks wieder aufgegriffen.
- Der Planet Rator III und sein Sternensystem sind in mehreren Folgen der Serien Star Trek: Discovery, Star Trek: Picard und Star Trek: Strange New Worlds auf Sternenkarten verzeichnet.

### Besonderheiten der deutschen Synchronfassung
In der deutschen VHS-Synchronfassung wird Carter Winston von Kirk an einer Stelle „Winston Carter“ genannt.

## Produktion

### Drehbuch
Drehbuchautor James Schmerer war ein langjähriger Bekannter von Star-Trek--Produzentin D. C. Fontana und schickte seine Geschichte direkt an sie. Fontana leitete sie an Gene Roddenberry weiter. Beide hielten sie für vielversprechend und ließen Schmerer daraus ein Drehbuch entwickeln. Schmerer, der im Laufe seiner Karriere nur sehr wenig für Zeichentrickserien arbeitete, schrieb sein Drehbuch so, als sei es für eine Realfilmserie für ein erwachsenes Publikum gedacht. Fontana und Roddenberry nahmen einige kleinere Änderungen vor, beispielsweise das Aussehen des Vendorianers betreffend. Die Annahme von Kirks Gestalt geht auf eine Überarbeitung durch Roddenberry zurück.

### Sprecher und Figuren
Die Nebenfigur Lieutenant M’Ress (gesprochen von Majel Barrett) hat in dieser Folge ihren ersten Auftritt. Lieutenant Gabler (gesprochen von James Doohan) tritt hier erstmals als Sprechrolle auf.
Die drei Nebenfiguren Lieutenant Arex, Lieutenant Kyle und Lieutenant Uhura treten in dieser Folge zwar auf, haben aber keinen Text.

## Adaptionen
Alan Dean Foster schrieb eine Textfassung von Der Überlebende, die auf Englisch erstmals 1974 in der Geschichtensammlung Star Trek Log 2 erschien. Die deutsche Übersetzung erschien 1993.

## Rezeption
Chris Cummins führte Der Überlebende 2012 auf toplessrobot.com in einer Liste der acht besten Folgen von Die Enterprise auf Platz 3.